# Priscileo
Priscileo  — рід австралійських м'ясоїдних ссавців родини Thylacoleonidae (Сумчастолевові). Priscileo є найменшими з усіх Thylacoleonidae, бувши тільки розмірів посума або кускуса. Priscileo найстаріші й найпримітивніші з членів родини Thylacoleonidae із нині знаних.